# Pedînka, Liubar
Pedînka (în ucraineană Пединка) este localitatea de reședință a comunei Pedînka din raionul Liubar, regiunea Jîtomîr, Ucraina.

## Demografie
Componența lingvistică a localității Pedînka
     Ucraineană (98,7%)
     Alte limbi (1,29%)
Conform recensământului din 2001, majoritatea populației localității Pedînka era vorbitoare de ucraineană (98,7%), existând în minoritate și vorbitori de alte limbi.